# Schwarzmeerforelle
Die Schwarzmeerforelle (Salmo labrax) ist eine Fischart aus der Familie der Lachsfische (Salmonidae) in einigen Zuläufen des Schwarzen Meeres. Von einigen Autoren wird sie als Salmo trutta labrax als Unterart der Forelle (Salmo trutta) angesehen.

## Merkmale
Von der Schwarzmeerforelle kommen anadrom wandernde, Seen besiedelnde und zeitlebens in kleinen Fließgewässern verbleibende Formen vor („Meerforellen“, „Seeforellen“ und „Bachforellen“). Von der Nominatform der Forelle (Salmo trutta) unterscheidet sie sich durch eine höhere Zahl von Kiemenreusendornen (16 bis 18). Sie erreicht eine Länge von bis zu 80 Zentimetern. Die Schwanzflosse ist nur wenig eingekerbt.

## Lebensweise
Die anadrom wandernden Formen besiedeln Meerestiefen bis etwa 50 Metern, zum Laichen ziehen sie bis in Fließgewässer im Hügelland. Die ortstreuen Formen finden sich in Flüssen und Bergbächen mit kaltem, klaren Wasser und Stein- oder Kiesboden. Sie laichen in schnellfließenden Bergbächen. Die Laichzeit liegt zwischen Oktober und Januar. Jungtiere verbleiben für zwei bis vier Jahre in ihrem Geburtsfluss, bevor sie ins Meer abwandern oder im Süßwasser die Geschlechtsreife erreichen. Die anadromen Formen bleiben zwei bis vier Jahre im Meer, bevor sie von April bis Mai oder kurz vor der Laichsaison in die Flüsse einwandern. Die etwa 5 Millimeter großen, gelben oder orangen Eier schlüpfen nach sechs bis acht Wochen.
Als Nahrung dienen verschiedene Wirbellose, große wandernde Tiere fressen vor allem Fische und größere Krebstiere.

## Artabgrenzung und Vorkommen
Genetische Untersuchungen zeigen, dass Schwarzmeerforellen aus dem Zulaufgebiet ins nördliche Schwarze Meer eine unterschiedliche Population darstellen gegenüber der Forelle (Salmo trutta), die im Atlantik, im Mittelmeer und im Kaspischen Becken vorkommt. Die im Zulaufgebiet des nördlichen Schwarzen Meeres untersuchten Salmo können einer einzigen Art zugeordnet werden (dort kam außerdem die inzwischen ausgestorbene Salmo schiefermuelleri vor). Außerdem tritt die Schwarzmeerforelle in Flüssen der Türkei auf, die an der Südküste des Schwarzen Meeres münden.
Auf der Balkanhalbinsel wurden in serbischen Flüssen, die in die untere Donau münden und während Kaltzeiten des Pleistozäns als Refugium fungierten, vier Salmo Arten identifiziert, darunter auch Schwarzmeerforellen. Während des Pleistozäns erstreckte sich das Vorkommen von Schwarzmeerforellen auch auf Flüsse des Kaukasus. In dieser Zeit war das Schwarze Meer vom Mittelmeer abgetrennt und erheblich salzärmer, was die Lebensweise beeinflusst haben sollte.
Eine Salmo-Population in der oberen Wolga bei Lipkovska kann möglicherweise ebenfalls der Schwarzmeerforelle zugerechnet werden, sie lässt sich von den ähnlichen Formen im Balkan abgrenzen. In der oberen Donau kommt die Forelle (Salmo trutta) vor und möglicherweise oder sogar wahrscheinlich treten in der unteren Donau, im Dnister, Don und Dnepr Hybride (Salmo trutta × labrax) auf.

## Bedrohung
Die Art wird insgesamt als nicht bedroht eingestuft, die anadrom wandernden Formen sind durch Dammbauten in Europa sehr selten geworden, kommen aber in der Türkei noch relativ häufig vor.

## Einzelbelege
1. 1 2 3 4 5 6  IUCN: Salmo labrax. 2011, abgerufen am 9. Juli 2016.
2. ↑  S. Marić, A. Snoj, Vera Nikolić, P. Simonović: Genetic differentiation of trout (Salmo spp.) populations In Serbia ascertained using RFLP technique on PCR amplified control region of mitochondrial DNA. In: Acta Veterinaria, 56, Nr. 5–6, 2006, S. 423–430.
3. ↑  Hervé Bocherens, Gennady Baryshnikov, Wim Van Neer: Were bears or lions involved in salmon accumulation in the Middle Palaeolithic of the Caucasus? An isotopic investigation in Kudaro 3 cave. In: Quaternary International, 339, 2014, S. 112–118.